# Granskäret (Luleå)
Granskäret is een Zweeds eiland behorend tot de Lule-archipel en tot het Natuurreservaat Kluntarna. Het eiland ligt ten oosten van Storbrändön en ten noorden van Kluntarna. Het behoort tot de eilanden aan de oostrand van de archipel. Het heeft geen oeververbinding en is onbebouwd. Het hoogste punt is ongeveer vijftien meter boven zeespiegel.
Björkskäret · Granskäret · Kluntarna · Lillbjörnen · Lillhällan · Sikhällan · Sikrevet · Stor-Kallgröten · Storhällan · Spålgrundet